# SK Zápy
SK Zápy je fotbalový klub působící v městysu Zápy ve  Středočeském kraji. Od sezóny 2012/13 je účastníkem České fotbalové ligy.

## Historie

### Vznik klubu a období do roku 1945
V roce 1932 byl založen fotbalový klub pod názvem Sportovní klub Zápy a prvním předsedou byl zvolen J.Srb. Klub měl dvě dospělá mužstva a zároveň bylo vybudováno hřiště na pozemku v Teletníku. V letech 1934 - 1938 hrálo první mužstvo III.třídě. V ročníku 1937/38  mužstvo dokázalo postoupit do II.třídy, kde vydrželo pouze sezónu a  postoupilo do I.B. třídy. Ve válečném období proběhla v roce 1941 rekonstrukce hrací plochy a následoval sestup do II.třídy. V ročníku 1942/43 uhráli postup a vrátili se do I.B třídy. 

### Období od roku 1945 do roku 1989
Roky 1945 - 1953 znamenaly vcelku klidné období, předsedou byl zvolen A.Kudrna, hrála se I.B. třída, ale odchod hráčů do vyšších soutěží, prakticky celého mužstva způsobil, že v roce 1955 byl oddíl odhlášen ze soutěže. Hráči odešli do mužstev ligových např. Pokorný do pražských  Nuslí (1. liga), Zalabák do STEP Praha (1. liga), Janoušek do SK Čelákovice (česká liga).
V ročníku 1966/67 jsou vybudovány nové kabiny a mění se název klubu na TJ Sokol Zápy při JZD Rozvoj.
V roce 1967 byl klubem sehrán první mezinárodní zápas s FC Sibenhirten z Rakouska a poprvé se zápská kopaná představila v cizině na hřišti předměstí Vídně.
První mužstvo hrálo okresní přebor do roku 1982, kdy následoval bleskový přestup do I.A třídy a vzápětí do Krajského přeboru, který se hrál v Zápech sedm let, až do roku 1991. V letech 1984 - 1987 proběhla rekonstrukci hřiště. Předsedou byl zvolen M.Werner, který dokázal udržet vysokou sportovní a společenskou prestiž TJ. Za jeho vedení klub třikrát odjel sehrát fotbalové zápasy do Itálie. V té době hráli v Zápech hráči s ligovými zkušenostmi M.Valent ( Bohemians),  Miroslav Linhart (Neratovice) nebo  Václav Hradecký.

### Období od roku 1990 do roku 2010
V roce 1990 bylo založeno volné sdružení občanů jako samostatný právní subjekt pod názvem  TJ Sokol Zápy a jeho prvým předsedou byl zvolen M.Werner. Po jeho odstoupení v roce 1994 byl zvolen J.Kuchař. V roce 1997 začala krize v zápském fotbale a výsledek byl v roce 1999 sestup do okresního přeboru. Na vyřešení krize byl zvolen nový výbor TJ a do jeho čela byl zvolen předsedou Zdeněk Hrdlička. První mužstvo začalo prodělávat, jak hráčské tak trenérské změny. Na postu trenéra se vystřídalo hned několik lidí a až v roce 2002 byl angažován trenér Babovák z Brandýsa, který si s sebou přivedl i některé fotbalisty a v Zápech se začalo blýskat na lepší časy. V sezoně 2003/04 přišel toužebně očekávaný postup do B.třídy, po roce působení postup do A.třídy.
V ročníku 2006/07 se po změnách ve vedení podařilo postoupit do krajského přeboru.

### SK Zápy
Sezona 2010/2011 se významně zapsala do dějin zápského fotbalu. Po téměř po 45 letech se klub vrací k původnímu názvu názvem SK Zápy. Vyvrcholením sezony byl double, kdy SK Zápy dokázaly vyhrát krajský pohár  Ondrášovka Cup, ale hlavně krajský přebor, čímž si poprvé v historii vybojovali účast v divizi. V roce 2012 Zápy slaví osmdesát let od založení fotbalu v Zápech. Toto výročí je po  jedné sezóně v  divizi opět korunováno úspěchem a to postupem do  ČFL. Sezóna 2015/2016 skončila pro zápský fotbal opět úspěchem, kdy si vybojoval druhým místem v konečné tabulce ČFL postup do  Fotbalové národní ligy, ale bohužel jim  FAČR nebyla přidělena licence, čímž se veškeré radosti proměnily v zklamání. Do vyšší soutěže postoupila ze třetího místa Viktoria Žižkov.

## Historické názvy
- 1932 – SK Zápy (Sportovní klub Zápy)
- 1966 – TJ Sokol Zápy (Tělovýchovná jednota Sokol Zápy)
- 2010 – SK Zápy (Sportovní klub Zápy)

## Soupiska

### A tým
| Číslo | Pozice | Nár.  | Hráč            | Datum narození a věk       | Předchozí angažmá      |
| ----- | ------ | ----- | --------------- | -------------------------- | ---------------------- |
| 27    | B      | Česko | Luděk Frydrych  | 3. ledna 1987 (38 let)     | FK Olympia Praha       |
| 28    | B      | Česko | Ivo Doležal     | 1. března 1979 (46 let)    | SK Polaban Nymburk     |
| 2     | O      | Česko | Patrik Růžek    | 12. dubna 1997 (28 let)    | 1. FK Příbram          |
| 3     | O      | Česko | Michal Pávek    | 13. února 1985 (40 let)    | FC Hradec Králové      |
| 6     | O      | Česko | František Hakl  | 20. prosince 1989 (35 let) | SK Benátky nad Jizerou |
| 7     | O      | Česko | Miroslav Novák  | 30. prosince 1987 (37 let) | TJ Štěchovice          |
| 11    | O      | Česko | Martin Kovařík  | 1. srpna 1993 (31 let)     | Sokol Ovčáry           |
| 13    | O      | Česko | Pavel Hašek     | 27. června 1983 (42 let)   | FK Viktoria Žižkov     |
| 17    | O      | Česko | Jiří Duben      | 24. srpna 1988 (36 let)    | FK Olympia Praha       |
| 18    | O      | Česko | Tomáš Jablonský | 21. června 1987 (38 let)   | FC Zbrojovka Brno      |
| 4     | Z      | Česko | Martin Jelínek  | 3. dubna 1985 (40 let)     | FK Kolín               |
| 8     | Z      | Česko | Václav Svoboda  | 1. prosince 1990 (34 let)  | SC Veendam             |
| 9     | Z      | Česko | Vojtěch Hron    | 15. dubna 1995 (30 let)    | FC Vysočina Jihlava    |
| 14    | Z      | Česko | Josef Eliáš     | 10. února 1994 (31 let)    | FK Viktoria Žižkov     |
| 15    | Z      | Česko | Filip Stehno    | 7. února 1998 (27 let)     | SK Polaban Nymburk     |

## Realizační tým
| A tým            | A tým             |
| ---------------- | ----------------- |
| Hlavní trenér    | Michal Mašek      |
| Asistent trenéra | Miloslav Doležal  |
| Vedoucí mužstva  | Ivo Doležal       |
| Masér            | Štefan Gasparovič |